# Zelia ruficauda
Zelia ruficauda là một loài ruồi trong họ Tachinidae.